# 마테오 마리아 보이아르도

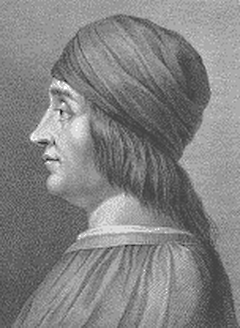
마테오 보이아르도

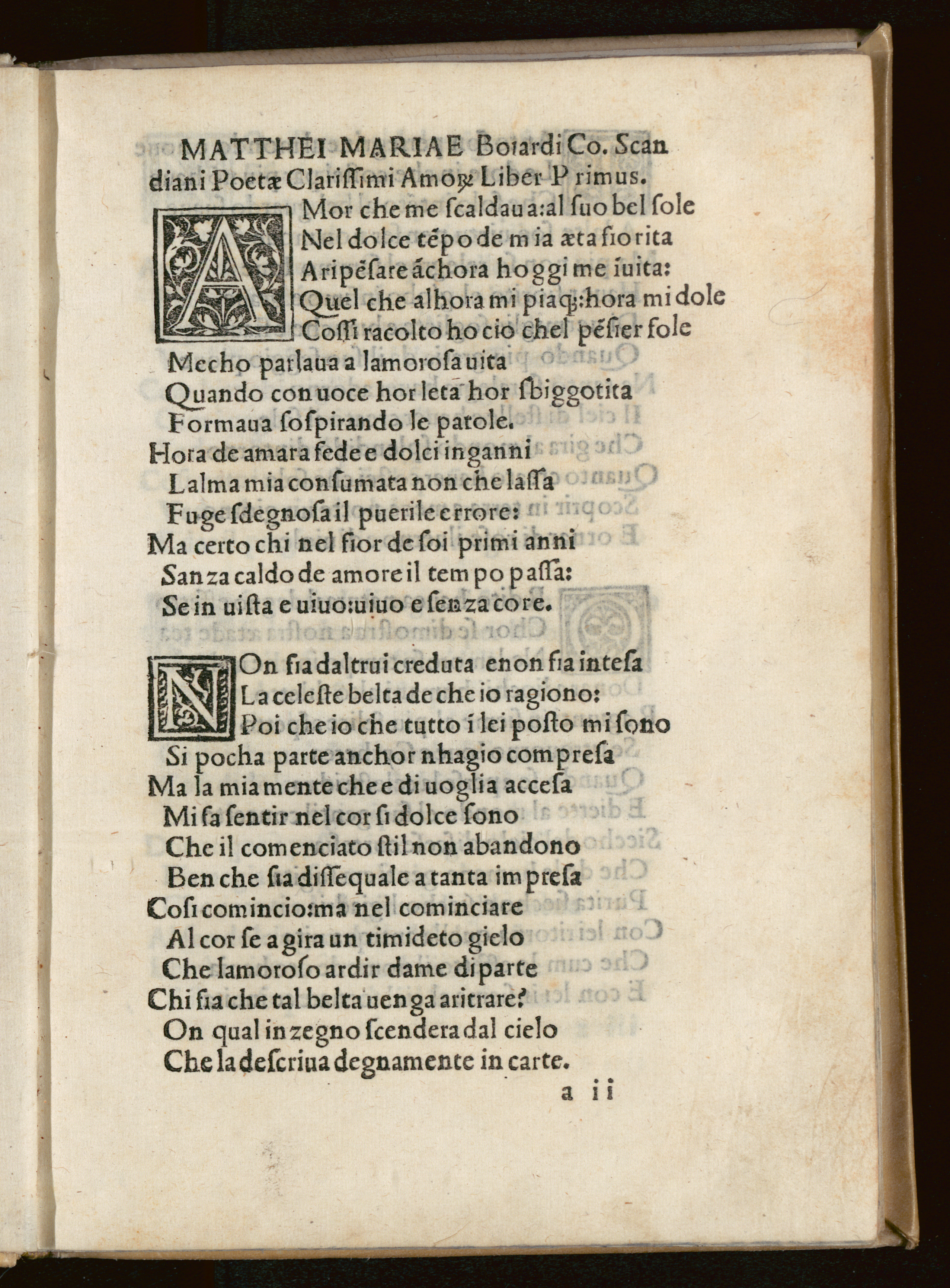
Amorum libri, 1499

마테오 마리아 보이아르도(Matteo Maria Boiardo, 1441-1494)는 이탈리아 시인·기사(騎士)이다.. 북 이탈리아 에밀리아 주(州)의 근교인 스칸디아노 성(城)의 백작가(家)에서 태어나 일찍이 고전 연구에 노력하였다. 페라라 공(公)에게 중용되었으나 망부의 유산 상속 싸움에 말려들어 독살을 당할 뻔한 일도 있다. 1481년 모데나 시(市) 장관, 1487년 레죠 시(市) 장관을 지냈고 그곳에서 별세하였다. 주저 <사랑의 오를란도>는 1479년경 착수한 것으로 팔행운시(八行韻詩)를 이은 장편 69가(歌)나 되는 것이었으나 1494년 프랑스 왕 샤를 8세의 이탈리아 침입과 시인의 죽음으로 미완성인 채 끝났다. 아리오스토의 <광란의 오를란도>는 그 속편의 형식을 취하고 있다. 종래 민간에 인기가 있던 샤를마뉴 계(系)의 영웅 전설에 새로이 아더 왕 계(系)의 그것을 융합시키고 마법의 창이나 반지, 사랑의 샘이나 증오의 샘이라는 황당무계한 대목을 넣어 이야기를 펼쳐 나가는 동시에 풍자나 유머를 엮어넣어 기사도 문학의 걸작을 낳았다. 그 밖에 연애 시집, 시극(詩劇) 등이 있다.